# Kim Do-yeon
Kim Do-yeon, född den 7 december 1988, är en sydkoreansk fotbollsspelare. Hon ingick i Sydkoreas lag under VM i Kanada 2015 och VM i Frankrike 2019.